# فرانسیس انگانو
فرانسیس انگانو (به انگلیسی: Francis Ngannou) زاده ۵ سپتامبر ۱۹۸۶ (میلادی) مبارز سنگین‌وزن کامرونی فرانسوی سازمان یو اف سی و قهرمان فعلی این وزن است. ضربه مشت پرقدرت او به عنوان بهترین ضربه مشت در تاریخ یو اف سی شناخته شده است. در ۲۹ مارس ۲۰۲۱ او رتبه پنجم بهترین مبارز یو اف سی را نیز کسب کرده است.

## زندگی‌نامه
انگانو در روستای بتیه در کامرون به دنیا آمد و بزرگ شد.  او در فقر زندگی می‌کرد و تحصیلات رسمی کمی در بزرگسالی داشت.  پدر و مادر نگانو در ۶ سالگی طلاق گرفتند و او را برای زندگی نزد عمه‌اش فرستادند. نگانو در ۱۰ سالگی به دلیل کمبود بودجه در یک معدن شن و ماسه در بتیه شروع به کار کرد. در دوران جوانی چندین باند خلافکار در روستای خود از او خواستند تا به آنها بپیوندد. با این حال، او امتناع کرد و در عوض تصمیم گرفت از شهرت منفی پدرش به عنوان یک مبارز خیابانی به عنوان انگیزه‌ای برای انجام کار مثبت و پیگیری بوکس استفاده کند.
نگانو در سن ۲۲ سالگی ، علی رغم عدم تمایل اولیه خانواده، در رشته بوکس شروع به تمرین کرد. پس از یک سال به دلیل بیماری تمرین را متوقف کرد. وی برای تأمین هزینه‌های زندگی خود کارهای عجیب و غریب مختلفی انجام داد تا اینکه در سن ۲۶ سالگی تصمیم گرفت برای پیگیری بوکس حرفه‌ای به پاریس برود  اما با رسیدن به اروپا ، وی به دلیل عبور غیرقانونی از مرز به مدت دو ماه در اسپانیا زندانی شد. پس از آنکه به پاریس رسید، او دیگر هیچ پول، دوست و مکانی برای زندگی نداشت. پس از زندگی بی‌خانمانی در خیابان‌های پاریس، توسط یکی از دوستانش به فرناند لوپز و کارخانه هنرهای رزمی ترکیبی معرفی شد.  از آنجا که طرفدار مایک تایسون بود در ابتدا علاقه‌مند به یادگیری بوکس بود اما لوپز توانایی او را در هنرهای رزمی ترکیبی میدید و او را متقاعد کرد که به جای بوکس آن ام‌ام‌ای را امتحان کند. لوپز به نگانو چند وسیله ام‌ام‌ای داد و به او اجازه داد بدون هیچ گونه هزینه‌ای در باشگاه رزمی و بدنسازی تمرین کند و بدین ترتیب او شروع به کار کرد.

## زندگی شخصی
نگانو چند زبانه است. او به چندین زبان از جمله نگمبا، فرانسوی و انگلیسی صحبت می کند. وی پس از پیوستن به یو اف سی انگلیسی را فرا گرفت.

## فعالیت‌های خیرخواهانه
او بنیاد فرانسیس انگانو نخستین سالن ورزشی هنرهای رزمی ترکیبی را در کامرون با هدف ارائه امکاناتی به جوانان برای داشتن مکانی برای آموزش و احساس اینکه کسی به آنها اهمیت می‌دهد بنا کرد.

## آمار هنرهای رزمی ترکیبی
| نتیجه. | رکورد | حریف                  | روش                      | رویداد                                       | تاریخ           | راند | زمان | مکان                                      | یادداشت                                                        |
| ------ | ----- | --------------------- | ------------------------ | -------------------------------------------- | --------------- | ---- | ---- | ----------------------------------------- | -------------------------------------------------------------- |
| برد    | ۱۶–۳  | استیپه میوچیچ         | ناک‌اوت (مشت)             | یو اف سی ۲۶۰                                 | ۲۷ مارس ۲۰۲۱    | ۲    | ۰:۵۲ | لاس‌وگاس، نوادا، ایالات متحده آمریکا       | کسب عنوان قهرمانی سنگین‌وزن یو اف سی. Performance of the Night. |
| برد    | ۱۵–۳  | Jairzinho Rozenstruik | ناک‌اوت (مشت)             | یو اف سی ۲۴۹                                 | ۹ مه ۲۰۲۰       | ۱    | ۰:۲۰ | جکسون‌ویل، فلوریدا، ایالات متحده آمریکا    | Performance of the Night.                                      |
| برد    | ۱۴–۳  | جونیور دوس سانتوس     | ناک‌اوت (مشت)             | یو اف سی در ای اس پی ان: دوس سانتوس و انگانو | ۲۹ ژوئن ۲۰۱۹    | ۱    | ۱:۱۱ | مینیاپولیس، مینه‌سوتا، ایالات متحده آمریکا | Performance of the Night.                                      |
| برد    | ۱۳–۳  | کین ولاسکوئز          | ناک‌اوت (مشت)             | یو اف سی در ای اس پی ان: ولاسکوئز و انگانو   | ۱۷ فوریه ۲۰۱۹   | ۱    | ۰:۲۶ | فینیکس، آریزونا، ایالات متحده آمریکا      |                                                                |
| برد    | ۱۲–۳  | Curtis Blaydes        | ناک‌اوت (مشت)             | یو اف سی در ای اس پی ان: Blaydes و انگانو    | ۲۴ نوامبر ۲۰۱۸  | ۱    | ۰:۴۵ | پکن، چین                                  | Performance of the Night.                                      |
| باخت   | ۱۱–۳  | Derrick Lewis         | تصمیم‌گیری داوران (هم‌رای) | یو اف سی ۲۲۶                                 | ۷ ژوئیه ۲۰۱۸    | ۳    | ۵:۰۰ | لاس‌وگاس، نوادا، ایالات متحده آمریکا       |                                                                |
| باخت   | ۱۱–۳  | استیپه میوچیچ         | تصمیم‌گیری داوران (هم‌رای) | یو اف سی ۲۲۰                                 | ۲۰ ژانویه ۲۰۱۸  | ۵    | ۵:۰۰ | بوستون، ماساچوست، ایالات متحده آمریکا     | برای عنوان قهرمانی سنگین‌وزن یو اف سی.                          |
| برد    | ۱۱–۱  | الیستر آوریم          | ناک‌اوت (مشت)             | یو اف سی ۲۱۸                                 | ۲ دسامبر ۲۰۱۷   | ۱    | ۱:۴۲ | دیترویت، میشیگان، ایالات متحده آمریکا     |                                                                |
| برد    | ۱۰–۱  | آندری آرلوفسکی        | ناک‌اوت (مشت)             | یو اف سی در فاکس: Shevchenko و Peña          | ۲۸ ژانویه ۲۰۱۷  | ۱    | ۱:۳۲ | دنور، کلورادو، ایالات متحده آمریکا        | Performance of the Night.                                      |
| برد    | ۹–۱   | Anthony Hamilton      | تسلیم (کیمورا)           | UFC Fight Night: Lewis و Abdurakhimov        | ۹ دسامبر ۲۰۱۶   | ۱    | ۱:۵۷ | آلبانی، نیویورک، ایالات متحده آمریکا      | Performance of the Night.                                      |
| برد    | ۸–۱   | Bojan Mihajlović      | ناک‌اوت (مشت)             | یو اف سی در فاکس: هولم و Shevchenko          | ۲۳ ژوئیه ۲۰۱۶   | ۱    | ۱:۳۴ | شیکاگو، ایلینویز، ایالات متحده آمریکا     |                                                                |
| برد    | ۷–۱   | Curtis Blaydes        | ناک‌اوت (توقف توسط پزشک)  | UFC Fight Night: Rothwell و دوس سانتوس       | ۱۰ آوریل ۲۰۱۶   | ۲    | ۵:۰۰ | زاگرب، کرواسی                             |                                                                |
| برد    | ۶–۱   | Luis Henrique         | ناک‌اوت (مشت)             | یو اف سی در فاکس: Anjos و کرون               | ۱۹ دسامبر ۲۰۱۵  | ۲    | ۲:۵۳ | اورلاندو، فلوریدا، ایالات متحده آمریکا    |                                                                |
| برد    | ۵–۱   | William Baldutti      | ناک‌اوت (مشت و آرنج)      | KHK MMA National Tryouts: Finale 2015        | ۲۸ مه ۲۰۱۵      | ۲    | ۱:۲۲ | شهرک عیسی، بحرین                          |                                                                |
| برد    | ۴–۱   | Luc Ngeleka           | تسلیم (گیوتین ایستاده)   | SHC 10: Carvalho vs. Belo                    | ۲۰ سپتامبر ۲۰۱۴ | ۱    | ۰:۴۴ | ژنو، سوئیس                                |                                                                |
| برد    | ۳–۱   | Nicolas Specq         | تسلیم (مثلث خفگی بازو)   | 100% Fight 20: Comeback                      | ۵ آوریل ۲۰۱۴    | ۱    | ۲:۱۰ | لوالوآ-پره، فرانسه                        |                                                                |
| برد    | ۲–۱   | Bilal Tahtahi         | ناک‌اوت (مشت)             | 100% Fight 20: Comeback                      | ۵ آوریل ۲۰۱۴    | ۱    | ۳:۵۸ | لوالوآ-پره، فرانسه                        |                                                                |
| باخت   | ۱–۱   | Zoumana Cisse         | تصمیم‌گیری داوران (هم‌رای) | 100% Fight: Contenders ۲۱                    | ۱۴ دسامبر ۲۰۱۳  | ۱    | ۵:۰۰ | پاریس، فرانسه                             |                                                                |
| برد    | ۱–۰   | Rachid Benzina        | تسلیم (خلاف مفصل دست)    | 100% Fight: Contenders ۲۰                    | ۳۰ نوامبر ۲۰۱۳  | ۱    | ۱:۴۴ | پاریس، فرانسه                             |                                                                |

## آمار بوکس حرفه‌ای
| خلاصه بوکس حرفه‌ای |       |        |
| ۲ مبارزه          | ۰ بُرد | ۲ شکست |
| با ناک‌اوت         | ۰     | ۱      |
| با تصمیم داور     | ۰     | ۱      |

| ردیف | نتیجه | رکورد | حریف         | روش    | راند، زمان   | تاریخ         | محل                                       | توضیحات |
| ---- | ----- | ----- | ------------ | ------ | ------------ | ------------- | ----------------------------------------- | ------- |
| ۲    | باخت  | ۰–۲   | آنتونی جاشوا | ناک‌اوت | ۲ (۱۰), ۲:۳۸ | ۸ مارس ۲۰۲۴   | ورزشگاه کینگدام آرنا، ریاض، عربستان سعودی |         |
| ۱    | باخت  | ۰–۱   | تایسون فیوری | ت.د.   | ۱۰           | ۲۸ اکتبر ۲۰۲۳ | ورزشگاه کینگدام آرنا، ریاض، عربستان سعودی |         |